# Primera División de España 1953-54
La temporada 1953/54 de la Primera División de España de fútbol corresponde a la 23.ª edición del campeonato y se disputó entre el 13 de septiembre de 1953 y el 25 de abril de 1954.
Tras 21 años de sequía, el Real Madrid se proclamó campeón, conquistando la tercera liga de su historia.

## Clubes participantes
Esta temporada 16 equipos participaron en la Primera División de España, entre ellos un debutante, el Real Jaén. Los andaluces, como campeones del Grupo Sur de la Segunda División 1952/53, y el C. A. Osasuna, como campeón del Grupo Norte, remplazaron a los descendidos C. D. Málaga y Real Zaragoza. 
| Equipo                            | Ciudad        | Estadio       | Aforo  |
| --------------------------------- | ------------- | ------------- | ------ |
| Atlético de Bilbao                | Bilbao        | San Mamés     | 42.310 |
| Club Atlético de Madrid           | Madrid        | Metropolitano | 58.494 |
| Club de Fútbol Barcelona          | Barcelona     | Las Corts     | 46.000 |
| Real Club Celta                   | Vigo          | Balaidos      | 15.850 |
| Real Club Deportivo de La Coruña  | La Coruña     | Riazor        | 22.182 |
| Real Club Deportivo Español       | Barcelona     | Sarriá        | 30.000 |
| Real Gijón                        | Gijón         | El Molinón    | 23.500 |
| Real Jaén Club de Fútbol          | Jaén          | La Victoria   | 11.500 |
| Club Atlético Osasuna             | Pamplona      | San Juan      | 13.400 |
| Real Oviedo                       | Oviedo        | Buenavista    | 16.000 |
| Real Madrid Club de Fútbol        | Madrid        | Chamartín     | 70.242 |
| Real Santander Sociedad Deportiva | Santander     | El Sardinero  | 21.800 |
| Real Sociedad de Fútbol           | San Sebastián | Atocha        | 21.650 |
| Sevilla Club de Fútbol            | Sevilla       | Nervión       | 30.000 |
| Valencia Club de Fútbol           | Valencia      | Mestalla      | 33.567 |
| Real Valladolid Deportivo         | Valladolid    | Municipal     | 16.655 |

Fuente: Anuario de la RFEF

## Sistema de competición
El torneo estuvo organizado por la Federación Española de Fútbol.
Como en la temporada precedente, participaron 16 equipos de toda la geografía española, encuadrados en un grupo único. Siguiendo un sistema de liga, se enfrentaron todos contra todos en dos ocasiones -una en campo propio y otra en campo contrario- durante un total de 30 jornadas. El orden de los encuentros se decidió por sorteo antes de empezar la competición.
La clasificación se estableció a razón del siguiente sistema de puntuación: dos puntos para el equipo vencedor de un partido, un punto para cada contendiente en caso de empate y cero puntos para el perdedor de un partido. El equipo que más puntos sumó se proclamó campeón de liga.
Los dos últimos clasificados fueron descendidos directamente a la Segunda División de España para la siguiente temporada, siendo reemplazados por los dos campeones de grupo de dicha categoría. Por su parte, los clasificados en 13.ª y 14.ª posición se vieron obligados a disputar una promoción con el segundo y tercer clasificado de cada grupo de la Segunda División. Dicha promoción se jugó en un formato de liguilla, todos contra todos a doble partido, siendo los dos primeros clasificados los que obtuvieron plaza para la siguiente temporada en Primera División.

## Clasificación

### Clasificación final
| Pos. | Equipo                    | Pts. | PJ | G  | E | P  | GF | GC | Dif. | Clasificación                          |
| ---- | ------------------------- | ---- | -- | -- | - | -- | -- | -- | ---- | -------------------------------------- |
| 1    | Real Madrid C. F. (C)     | 40   | 30 | 17 | 6 | 7  | 72 | 41 | +31  | Campeón y clasificado a la copa Latina |
| 2    | C. F. Barcelona           | 36   | 30 | 16 | 4 | 10 | 74 | 39 | +35  |                                        |
| 3    | Valencia C. F. (C, O)     | 34   | 30 | 14 | 6 | 10 | 69 | 51 | +18  | Campeón de Copa                        |
| 4    | R. C. D. Español          | 34   | 30 | 14 | 6 | 10 | 50 | 36 | +14  |                                        |
| 5    | Sevilla C. F.             | 32   | 30 | 15 | 2 | 13 | 57 | 49 | +8   |                                        |
| 6    | Atlético de Bilbao        | 32   | 30 | 12 | 8 | 10 | 54 | 44 | +10  |                                        |
| 7    | R. C. Deportivo La Coruña | 31   | 30 | 13 | 5 | 12 | 41 | 46 | −5   |                                        |
| 8    | Real Santander S. D.      | 31   | 30 | 12 | 7 | 11 | 53 | 61 | −8   |                                        |
| 9    | Real Sociedad             | 29   | 30 | 11 | 7 | 12 | 44 | 58 | −14  |                                        |
| 10   | R. C. Celta de Vigo       | 29   | 30 | 12 | 5 | 13 | 47 | 54 | −7   |                                        |
| 11   | Atlético de Madrid        | 29   | 30 | 11 | 7 | 12 | 57 | 47 | +10  |                                        |
| 12   | Real Valladolid           | 29   | 30 | 12 | 5 | 13 | 50 | 60 | −10  |                                        |
| 13   | C. A. Osasuna (D)         | 28   | 30 | 12 | 4 | 14 | 46 | 54 | −8   | Acceso a Promoción de permanencia      |
| 14   | Real Jaén C. F. (D)       | 28   | 30 | 11 | 6 | 13 | 55 | 70 | −15  | Acceso a Promoción de permanencia      |
| 15   | Real Oviedo C. F. (D)     | 22   | 30 | 8  | 6 | 16 | 31 | 53 | −22  | Descenso a Segunda División            |
| 16   | Real Gijón (D)            | 16   | 30 | 7  | 2 | 21 | 44 | 81 | −37  | Descenso a Segunda División            |

 Fuente: BDFutbol
Criterios de clasificación: Puntos · Diferencia de goles · Goles a favor · Play-off

### Evolución de la clasificación
| Equipo / Jornada       | 01 | 02 | 03 | 04 | 05 | 06 | 07 | 08 | 09 | 10 | 11 | 12 | 13 | 14 | 15 | 16 | 17 | 18 | 19 | 20 | 21 | 22 | 23 | 24 | 25 | 26 | 27 | 28 | 29 | 30 |
| ---------------------- | -- | -- | -- | -- | -- | -- | -- | -- | -- | -- | -- | -- | -- | -- | -- | -- | -- | -- | -- | -- | -- | -- | -- | -- | -- | -- | -- | -- | -- | -- |
| Real Madrid            | 5  | 3  | 1  | 1  | 1  | 2  | 1  | 1  | 1  | 1  | 1  | 1  | 1  | 1  | 1  | 1  | 1  | 1  | 1  | 2  | 1  | 1  | 1  | 1  | 1  | 1  | 1  | 1  | 1  | 1  |
| FC Barcelona           | 1  | 1  | 2  | 2  | 2  | 1  | 2  | 2  | 2  | 2  | 2  | 2  | 3  | 2  | 3  | 3  | 2  | 2  | 2  | 1  | 2  | 2  | 2  | 2  | 2  | 2  | 2  | 2  | 2  | 2  |
| Valencia CF            | 2  | 5  | 4  | 5  | 8  | 9  | 8  | 5  | 3  | 4  | 4  | 4  | 5  | 6  | 6  | 5  | 4  | 5  | 4  | 4  | 3  | 4  | 4  | 4  | 4  | 4  | 3  | 3  | 3  | 3  |
| RCD Español            | 3  | 2  | 3  | 4  | 4  | 8  | 5  | 6  | 4  | 5  | 5  | 7  | 6  | 8  | 8  | 8  | 8  | 10 | 7  | 9  | 9  | 8  | 8  | 6  | 5  | 5  | 5  | 5  | 5  | 4  |
| Sevilla FC             | 13 | 6  | 10 | 8  | 6  | 5  | 7  | 3  | 6  | 3  | 3  | 3  | 2  | 3  | 2  | 2  | 3  | 3  | 3  | 3  | 5  | 3  | 3  | 3  | 3  | 3  | 4  | 4  | 4  | 5  |
| Athletic Club          | 16 | 16 | 16 | 15 | 12 | 10 | 9  | 10 | 8  | 6  | 8  | 8  | 7  | 4  | 4  | 6  | 5  | 6  | 5  | 5  | 4  | 5  | 5  | 5  | 6  | 6  | 6  | 6  | 6  | 6  |
| Deportivo de La Coruña | 11 | 7  | 12 | 12 | 13 | 11 | 12 | 11 | 10 | 8  | 9  | 11 | 10 | 10 | 9  | 9  | 9  | 8  | 8  | 8  | 10 | 9  | 9  | 7  | 8  | 7  | 7  | 7  | 7  | 7  |
| Racing Santander       | 6  | 4  | 6  | 3  | 5  | 3  | 4  | 9  | 5  | 10 | 7  | 6  | 4  | 5  | 5  | 4  | 6  | 4  | 6  | 6  | 6  | 6  | 6  | 8  | 7  | 8  | 8  | 8  | 8  | 8  |
| Atlético de Madrid     | 12 | 13 | 14 | 14 | 16 | 14 | 16 | 16 | 16 | 16 | 16 | 16 | 16 | 15 | 15 | 15 | 15 | 13 | 12 | 11 | 12 | 11 | 12 | 10 | 10 | 11 | 9  | 9  | 11 | 9  |
| Real Sociedad          | 15 | 14 | 13 | 10 | 11 | 13 | 11 | 12 | 13 | 12 | 10 | 10 | 9  | 9  | 10 | 10 | 10 | 9  | 10 | 7  | 7  | 7  | 7  | 9  | 9  | 9  | 10 | 10 | 10 | 10 |
| Celta de Vigo          | 10 | 8  | 5  | 7  | 10 | 12 | 13 | 13 | 12 | 13 | 15 | 15 | 15 | 14 | 16 | 16 | 16 | 14 | 13 | 15 | 13 | 14 | 14 | 12 | 11 | 10 | 12 | 12 | 9  | 11 |
| Real Valladolid        | 7  | 9  | 9  | 6  | 3  | 7  | 10 | 7  | 9  | 7  | 6  | 5  | 8  | 7  | 7  | 7  | 7  | 7  | 9  | 10 | 8  | 10 | 10 | 11 | 12 | 12 | 13 | 13 | 13 | 12 |
| CA Osasuna             | 14 | 15 | 11 | 13 | 15 | 16 | 14 | 15 | 14 | 14 | 13 | 13 | 12 | 13 | 12 | 12 | 12 | 12 | 11 | 13 | 11 | 13 | 11 | 13 | 13 | 13 | 11 | 11 | 12 | 13 |
| Real Jaén              | 4  | 10 | 7  | 9  | 7  | 4  | 6  | 4  | 7  | 11 | 12 | 12 | 13 | 12 | 13 | 14 | 14 | 16 | 15 | 14 | 15 | 15 | 15 | 14 | 15 | 14 | 14 | 14 | 14 | 14 |
| Real Oviedo            | 9  | 12 | 15 | 16 | 14 | 15 | 15 | 14 | 15 | 15 | 14 | 14 | 14 | 16 | 14 | 11 | 11 | 11 | 14 | 12 | 14 | 12 | 13 | 15 | 14 | 15 | 15 | 15 | 15 | 15 |
| Sporting de Gijón      | 8  | 11 | 8  | 11 | 9  | 6  | 3  | 8  | 11 | 9  | 11 | 9  | 11 | 11 | 11 | 13 | 13 | 15 | 16 | 16 | 16 | 16 | 16 | 16 | 16 | 16 | 16 | 16 | 16 | 16 |

### Promoción de permanencia
| Pos. | Equipo              | Pts. | PJ | G | E | P | GF | GC | Dif. | Clasificación               |
| ---- | ------------------- | ---- | -- | - | - | - | -- | -- | ---- | --------------------------- |
| 1    | C. D. Málaga (A)    | 15   | 10 | 6 | 3 | 1 | 21 | 15 | +6   | Ascenso a Primera División  |
| 2    | Hércules C. F. (A)  | 13   | 10 | 5 | 3 | 2 | 16 | 10 | +6   | Ascenso a Primera División  |
| 3    | C. A. Osasuna (D)   | 11   | 10 | 4 | 3 | 3 | 23 | 20 | +3   | Descenso a Segunda División |
| 4    | Baracaldo C. F.     | 9    | 10 | 3 | 3 | 4 | 18 | 20 | −2   |                             |
| 5    | U. D. Lérida        | 8    | 10 | 3 | 2 | 5 | 27 | 30 | −3   |                             |
| 6    | Real Jaén C. F. (D) | 4    | 10 | 1 | 2 | 7 | 15 | 25 | −10  | Descenso a Segunda División |

 Fuente: Resultados Fútbol
Criterios de clasificación: Puntos · Diferencia de goles · Goles a favor · Play-off
| Local \ Visitante | BAR | HER | JAE | LER | MAL | OSA |
| ----------------- | --- | --- | --- | --- | --- | --- |
| Baracaldo C. F.   | —   | 0–1 | 3–2 | 4–0 | 1–0 | 3–3 |
| Hércules C. F.    | 2–2 | —   | 2–0 | 6–1 | 1–1 | 2–0 |
| Real Jaén C. F.   | 0–0 | 0–1 | —   | 4–3 | 1–2 | 0–1 |
| U. D. Lérida      | 7–2 | 5–1 | 2–2 | —   | 1–2 | 2–2 |
| C. D. Málaga      | 3–2 | 0–0 | 3–2 | 5–3 | —   | 1–1 |
| C. A. Osasuna     | 2–1 | 1–0 | 8–4 | 2–3 | 3–4 | —   |

## Resultados
| Local \ Visitante         | ATH | ATM | BAR | CEL | DEP | ESP | GIJ | JAE | OSA | OVI | RMA | RSA | RSO | SEV | VAL | VLD |
| ------------------------- | --- | --- | --- | --- | --- | --- | --- | --- | --- | --- | --- | --- | --- | --- | --- | --- |
| Atlético de Bilbao        | —   | 1–1 | 2–1 | 5–1 | 3–0 | 0–0 | 3–1 | 0–0 | 0–1 | 4–0 | 2–3 | 5–1 | 1–3 | 2–2 | 1–2 | 2–1 |
| Atlético de Madrid        | 2–5 | —   | 1–0 | 5–0 | 3–1 | 2–2 | 4–1 | 6–1 | 4–1 | 1–0 | 3–4 | 4–1 | 1–1 | 2–1 | 3–0 | 1–2 |
| C. F. Barcelona           | 2–0 | 1–1 | —   | 4–2 | 6–1 | 1–4 | 3–1 | 6–2 | 1–0 | 9–0 | 5–1 | 6–0 | 6–0 | 4–1 | 2–0 | 4–1 |
| R. C. Celta de Vigo       | 4–2 | 1–0 | 0–0 | —   | 3–1 | 1–0 | 5–2 | 0–0 | 5–2 | 2–1 | 1–0 | 1–2 | 0–1 | 2–0 | 3–4 | 2–1 |
| R. C. Deportivo La Coruña | 2–0 | 1–0 | 1–0 | 0–0 | —   | 1–0 | 2–1 | 6–0 | 1–0 | 2–1 | 2–2 | 4–2 | 3–0 | 0–1 | 1–1 | 1–1 |
| R. C. D. Español          | 0–0 | 3–1 | 0–1 | 4–0 | 2–0 | —   | 3–0 | 1–2 | 1–0 | 4–0 | 2–1 | 0–0 | 1–1 | 3–2 | 2–1 | 4–1 |
| Real Gijón                | 1–2 | 4–2 | 0–1 | 1–0 | 2–3 | 0–1 | —   | 2–1 | 3–4 | 0–0 | 1–1 | 3–5 | 0–1 | 3–1 | 5–2 | 3–1 |
| Real Jaén C. F.           | 1–3 | 1–0 | 2–2 | 3–2 | 4–0 | 3–0 | 6–1 | —   | 5–3 | 2–2 | 1–2 | 4–2 | 1–1 | 3–1 | 3–1 | 4–2 |
| C. A. Osasuna             | 3–2 | 3–1 | 1–0 | 2–2 | 3–2 | 2–3 | 3–2 | 2–0 | —   | 1–2 | 1–1 | 2–1 | 2–1 | 1–0 | 2–2 | 4–0 |
| Real Oviedo C. F.         | 0–1 | 0–0 | 3–0 | 0–1 | 0–1 | 1–1 | 1–0 | 2–2 | 3–0 | —   | 0–4 | 2–1 | 1–3 | 3–1 | 2–1 | 3–1 |
| Real Madrid C. F.         | 2–3 | 2–1 | 5–0 | 3–0 | 2–1 | 4–3 | 4–0 | 6–0 | 2–0 | 1–0 | —   | 4–2 | 1–1 | 1–0 | 4–0 | 1–2 |
| Real Santander            | 1–1 | 2–2 | 4–3 | 1–0 | 0–0 | 2–1 | 3–1 | 3–1 | 3–0 | 1–1 | 1–1 | —   | 4–2 | 2–1 | 3–1 | 1–3 |
| Real Sociedad             | 1–1 | 1–1 | 0–3 | 4–4 | 4–1 | 2–0 | 1–2 | 2–1 | 2–0 | 1–0 | 3–6 | 1–2 | —   | 3–2 | 0–3 | 1–0 |
| Sevilla C. F.             | 3–1 | 2–1 | 3–1 | 1–0 | 1–2 | 3–1 | 6–3 | 5–2 | 2–1 | 2–1 | 2–1 | 2–1 | 5–0 | —   | 1–1 | 3–1 |
| Valencia C. F.            | 3–0 | 4–1 | 1–0 | 5–2 | 2–0 | 4–2 | 8–0 | 4–0 | 1–1 | 3–0 | 0–0 | 4–1 | 4–3 | 2–3 | —   | 3–3 |
| Real Valladolid           | 2–2 | 1–3 | 2–2 | 0–3 | 2–1 | 0–2 | 4–1 | 3–0 | 2–1 | 3–2 | 4–3 | 1–1 | 2–0 | 1–0 | 3–2 | —   |

## Trofeo Pichichi
En su primera temporada en la Primera División de España, el madridista Alfredo Di Stéfano fue el máximo goleador del torneo, proclamándose así ganador de la segunda edición del Trofeo Pichichi del Diario Marca. Retroactivamente, el Diario Marca concedió el Trofeo Zamora (que no se instauraría hasta 1959) a Luis Menéndez, portero del Atlético de Madrid, que encajó 24 goles en 22 partidos (con un coeficiente de 1,09).
| #   | Jugador             | Equipo             | Goles |
| --- | ------------------- | ------------------ | ----- |
| 1.º | Alfredo Di Stéfano  | Real Madrid        | 29    |
| 2.º | Ladislao Kubala     | FC Barcelona       | 24    |
| 3.º | Faas Wilkes         | Valencia CF        | 18    |
| 4.º | Adrián Escudero     | Atlético de Madrid | 16    |
| 5.º | Ángel María Arregui | Real Jaén          | 15    |